# Ради депутатів
Ради (рос. советы) — політичні організації та державні органи, в першу чергу, пов'язані з російськими революціями і історією Радянського Союзу, і які дали назву цієї держави.
Ради депутатів трудящих (у 1917–1920 була також назва Ради робітничих і солдатських депутатів, рос. Советы депутатов трудящихся, або скор. совдеп) — за офіційною лексикою та ідеологією — органи державної влади СРСР (а також і УРСР), органи місцевого народного самоврядування. В дійсності державна та місцева влада в СРСР була жорстко централізованою, підпорядкованою органам КПРС. Тому місцеві ради не мали самоврядного характеру.
Від слова ради походить слово радянський та всі похідні від нього.

## В Російській імперії
В 1905–1907 роках, під час так званої Першої російської революції — народних заворушень в період кризи царської держави внаслідок поразки у російсько-японській війні. Ради стихійно виникли як громадсько-політичні організації, складені з представників різних міських соціальних верств та позапартійних.

## Російські революції
В 1917 на хвилі наступної державної кризи царської Росії та посилення опозиційної суспільної активності та популярності «рад», більшовики кинули гасло: «Вся влада радам», прагнучи одночасно опанувати їх. Під цим гаслом відбулася Жовтнева революція, а під час гром. війни в радах закріплено владу компартії, з якою співпрацювали відлами есерів, меншовиків та ін. груп. 
Ра́да робітни́чих, селя́нських і червоноармі́йських депута́тів (рос. Совет рабочих, крестьянских и красноармейських депутатов) — виборні населенням на певний термін колегіальні представницькі органи в період становлення радянської влади в Росії на початку XX століття.
Рада робітничих, селянських і червоноармійських депутатів обиралась в окремих або декількох населених пунктах. До їхнього складу окрім більшовиків, входили також меншовики, есери та бундівці. Восени 1917 року більшовики та ліві есери Рад усіх рівнів визнали всі декрети Радянської влади та визначили необхідність об'єднання всіх рад в Ради робітничих, солдатських та селянських депутатів. Почалось злиття Центральних виконавчих комітетів Рад селянських депутатів і Рад робітничих і солдатських депутатів. На III Всеукраїнському з'їзді Рад була затверджена Декларація прав робітничого народу, яка оголошувала Росію Республікою Рад робітничих, солдатських і селянських депутатів. 15 січня 1918 року був прийнятий Декрет про створення Робітничо-Селянської Червоної Армії і Ради стали називатись Радами робітничих, селянських і червоноармійських депутатів. До березня 1918 року об'єднання було завершене на місцях. Утворилась єдина система Рад.
В Україні у 1918–1919 в сіль. місцевостях укр. есери творили свої Р. сел. та солдатських депутатів, але більшовики їх або розігнали, або захопили в свої руки. В укр. містах партнерами більшовиків у радах до 1920 були боротьбісти, а до 1925 укапісти.

## У СРСР
У 1920–1929 були намагання комбінувати централізм з децентралізацією. На самому низу існували сіль. та міські ради, обирані місц. населенням. В адміністративних одиницях вищого типу (райони, округи, губ.) відбувалися з'їзди рад: міськ. і сіль. ради посилали делегатів на районові з'їзди, які своєю чергою разом з радами більших міст брали участь у творенні округових з'їздів, округові з'їзди, формували губ. органи влади, а губернія з'їзди посилали депутатів на Всеукр. з'їзд рад. Подібна система існувала в РРФСР. З'їзди обирали виконавчі комітети, при яких творився адміністративний апарат. Апарат міських і сіль. рад був незначний. Виборчий механізм був у руках партії, яка дбала про «класовий склад» рад, з'їздів та їх апаратів. За виборчим правом робітництво міст мало втричі більше голосів і депутатів на з'їздах, ніж селянство. В цьому полягала т. зв. «диктатура пролетаріяту». Централізм цієї системи полягав у підпорядкуванні місц. органів по потрійній лінії: а) з'їзди рад і ради були підпорядковані вищим органам «диктатури пролетаріату» аж до Всеукр. Центр. Виконавчого Комітету (ВУЦВК); б) виконавчі комітети були підпорядковані вищим з'їздам рад та їх виконавчим комітетам, а в центрі — ВУЦВК і Раді Народився Комісарів УРСР; в) відділи (інспектури) підлягали вищим відділам, а в центрі — окремим нар. комісаріатом. Кожне розпорядження нижчого органу могло бути змінене або скасоване вищим органом, якщо воно було незаконне або недоцільне. Інструкції, циркуляри й розпорядження вищих органів були обов'язкові для нижчих. Контакт нижчих органів з вищими відбувався в інстанційному порядку. Елементи децентралізації мали полягати в тому, що а) особовий склад місц. органів визначався не шляхом призначення, а шляхом виборів, хоч фактично про персональні справи вирішувала партія; б) у межах законних компетенцій ради і їхні з'їзди вважалися найвищою владою на їх території; в) місц. влада мала своє майно і бюджет. Тоді ще не було всеохопного держ. плану і бюджету. Бюджет територіальної одиниці укладався автономно й тільки затверджувався вищими органами.
Від ухвалення першої п'ятирічки почалося повільне звуження прав місц. рад та їх з'їздів. Конституція СРСР 1936 формально ліквідувала систему з'їздів, та класову нерівність голосів робітників і селян (хоч ради вважалися «диктатурою пролетаріату» аж до Хрущова, а відтоді їх влада зветься «всенародною»), а на її місце ввела систему прямо виборних рад у кожній адміністративній одиниці: сіль., міські, районові й обл. ради. Ради вибирають свої виконавчі комітети, при яких утворюється адміністративний апарат з відділами й управліннями. Кожна адміністративна одиниця одержує згори план і бюджет, які вона має здійснити впродовж року. Щоправда, рада з її виконкомом і адміністративним апаратом бере участь в укладанні плану і бюджету, але не має вирішального впливу на їх остаточний зміст. Уся діяльність місц, органів скерована на виконання затверджених планів і бюджету. Тому що основну роботу виконує адміністративний апарат рад за центр. інструкціями, становище представницьких органів звужено до допоміжних і псевдорепрезентативних функцій. Формально апарат рад був побудований за принципом дем. централізму (подвійного підпорядкування), фактично його підпорядкування радам було лише номінальне. Ефективним було підпорядкування вищим виконавчим органам.
На території окремих адміністративних одиниць (сіл, міст, районів і обл.) є велике ч. підприємств і органів міністерств і відомств, які безпосередньо підпорядковані центр. (союзним, союзно-респ.) міністерствам і не підпорядковані радам та їхньому апаратові. На них не поширений принцип подвійного підпорядкування. Він має застосування тільки у таких галузях як комунальне господарство, соц.-культ. будівництво, місц. промисловість і побутове обслуговування населення, що належать до компетенції рад та їх апарату. Відділи і управління рад підлягають по горизонталі своєму виконкомові й раді, а по вертикалі — відповідним вищим від.ділам і управлінням аж до респ. міністерств. Виконкоми підпорядковані вищим виконкомам аж до Ради мін. реал. До практично найважливіших функцій місц. Р. д. т. належить, наприклад, розподіл помешкань, будівництво й утримання шкіл та лікарень, доріг, крамниць, ресторанів, видача допомоги з фондів соц. забезпечення, контроль над приватною торгівлею та присадибним господарством, над пашпортною системою, тюрмами ЗАГС-ами.
Після смерті Сталіна у зв'язку з введенням територіяльної системи управління господарством була спроба поширити компетенції місц. рад, з передачею їм більшого ч. підприємств «місц. промисловості». Однак практика показала, що вигідніше ці підприємства передати раднаргоспам, які не були підпорядковані місц. радам. Тому не дійшло до поширення компетенцій місц. рад. Скасування територіяльної форми управління господарством а перехід до галузевої системи управління в 1965 становища місц, рад не змінили.
Щойно від 1968 почалися деякі зміни, коли появився указ СРСР «Про основні права і обов'язки сіль. і селищних Р. д. т.» і «Зразкове положення про -сіль. і селищну Р. д. т.», на основі яких у липні 1968 в УРСР ухвалено закон про сіль. і селищну Р. д. т. У 1971 видано укази СРСР про основні права і обов'язки районових і міськ. рад та «зразкові положення» про районову та міську і районову раду в місті. На цій О'Снові ухаалено в УРСР у липні 1971 відповідні закони, які розпочали реформу, що має бути здійснена у 1975. Підготовляється закон про обл. ради. Сферу діяльності районових і міськ. рад та їх апарату поширено. У їх управління має перейти значна кількість підприємств місц. значення, чимала частина держ. житлового фонду, яким управляли досі не підпорядковані радам підприємства тощо. Місц. органи дістають також певні права щодо підприємств і органів, не підпорядкованих радам. Принципи організації та функціонування місц. рад залишаються в основному незмінними. Однак є намагання пожвавити сесії рад. Зокрема цьому мають служити створення і діяльність цілого ряду постійних комісій, наприклад, плановобюджетна, промисловості, будівництва, сіль. господарства, освіти й культури, транспорту, торгівлі, працезабезпечення, побутового обслуговування, справ молоді, охорони природи і т. д. Комісії більшменш відповідають галузевим відділам адміністративних органів рад — виконкомів, але й створилося багато нових комісій, при чому — різних у різних місцевостях.
Показником самоуправності місц. одиниць і їх органів є бюджетові компетенції. Бюджети місц. рад не є самостійними, а включені до заг.-союзного і респ. бюджетів. Місц. Джерела бюджетних надходжень місц. рад порівняно малі: у 1960-их pp. в УРСР 46% (52% у містах і лише 17% у селах). Решта походить з відрахувань від союзних податків та з респ. дотацій. Прибутки і призначення фондів та їх розміри затверджують вищі органи. Компетенції рад щодо цього мінімальні. Зокрема вони не мають права на власні позики. Постійна нестача грошей у місц. рад гостро позначається на слабостях їх праці та на міському господарстві.
Вибори до Р. д. т. відбувалися що 4 pp. У 1969 в УРСР обрано усіх 425402 депутати, у тому ч. 47,4% партійних (ч. партійних вище в обл. Р. д. т. — 56,5%, найнижче у сіль. — 45,8%). В усьому СРСР обрано у 1969 до місц. Р. д. т. 
2071333 особи, у тому ч. 48,1% росіян, 20,1% українців. Вибори Р. д. т. велися за списками кандидатів «блоку комуністів і позапартійних» і контролювалися КПРС.

## Сучасна критика
Російський правник та державний діяч, один із авторів діючої Конституції Російської Федерації Сергій Шахрай:
|  | Написано – "Вся влада – Радам", а насправді керує КПРС. Ця шизофренія - роздвоєння влади - завжди кінчалось трагедією. |

## Виноски
1. ↑  Всеволод Волін. Невідома революція 1917–1921. Архів оригіналу за 2 листопада 2011. Процитовано 17 жовтня 2011.
2. ↑  С.Шахрай: "Конституція із хаосу побудувала нове суспільство". — інтерв'ю Бі-бі-сі(рос.)